# Трюдская кирха
Трюдская кирха (швед. Tryde kyrka) — лютеранский храм в Трюде, в коммуне Тумелилла в лене Сконе. Является храмом церковного прихода Тумелилла епархии Лунда Шведской Церкви. Построена по проекту архитектора Эдварда фон Ротштейна в 1868 году.
Старая средневековая церковь романского стиля появилась в Трюде в 1160 году, всего через пятнадцать лет после возведения Лундского собора. В XIX веке эту церковь снесли и построили новую. От старой сохранилось несколько замечательных скульптурных образов. Новый храм в неороманском стиле был построен по проекту архитектора Эдварда фон Ротштейна в 1868 году. Новое церковное здание было возведено по инициативе Йохана Петера Хинтце, владельца поместья Косехольм, обладавшего патронатом над приходами в Спьютсторпе и Трюде. Патрон имел право собирать десятину с прихожан и был обязан следить за церковным зданием, нанимать церковный персонал, оплачивать труд священников и звонарей. Й. П. Хитце лично руководил строительными работами. На возведение храма ушло полгода. Церковь была освящена в воскресенье 29 ноября 1868 года епископом Вильгельмом Фленсбургом. Просторный храм имеет длину в тридцать метров и ширину почти в четырнадцать с половиной метра.
Самым древним предметом в интерьере церкви является купель для крещения, которая датируется 1160 годом. Вырезанная из песчаника она атрибутируется Мастеру Величания Господа (лат. Magister Majestatis Domini), или Мастеру из Трюде. На всемирной выставке в Париже в 1867 году купель, названная выдающимся произведением романского искусства в Швеции, получила бронзовую медаль. Чаша и основание купели декорированы лепным горельефом с неясным мотивом. Наиболее распространенная версия предполагает, что горельеф изображает сцены из жизни мученика Фридолина, которого канонизировали в VI веке. Алтарь церкви был изготовлен в XVII веке; амвон датируется 1618 годом.
В XIX веке в храме появился орган, построенный в 1890 году мастером Карлом Эльфстрёмом из Юнгбю. Современный механический орган был построен в 1977 году мастером Улофом Хаммарбергом из Гётеборга и установлен в церкви под корпусом от инструмента 1890 года.